# Elaeodopsis
Elaeodopsis é um gênero de traça pertencente à família Arctiidae.